# Takahiro Futagawa
Takahiro Futagawa (n. 27 iunie 1980) este un fotbalist japonez.

## Statistici
| Japonia | Japonia | Japonia |
| An      | Meciuri | Goluri  |
| ------- | ------- | ------- |
| 2006    | 1       | 0       |
| Total   | 1       | 0       |